# 주디스 스콧

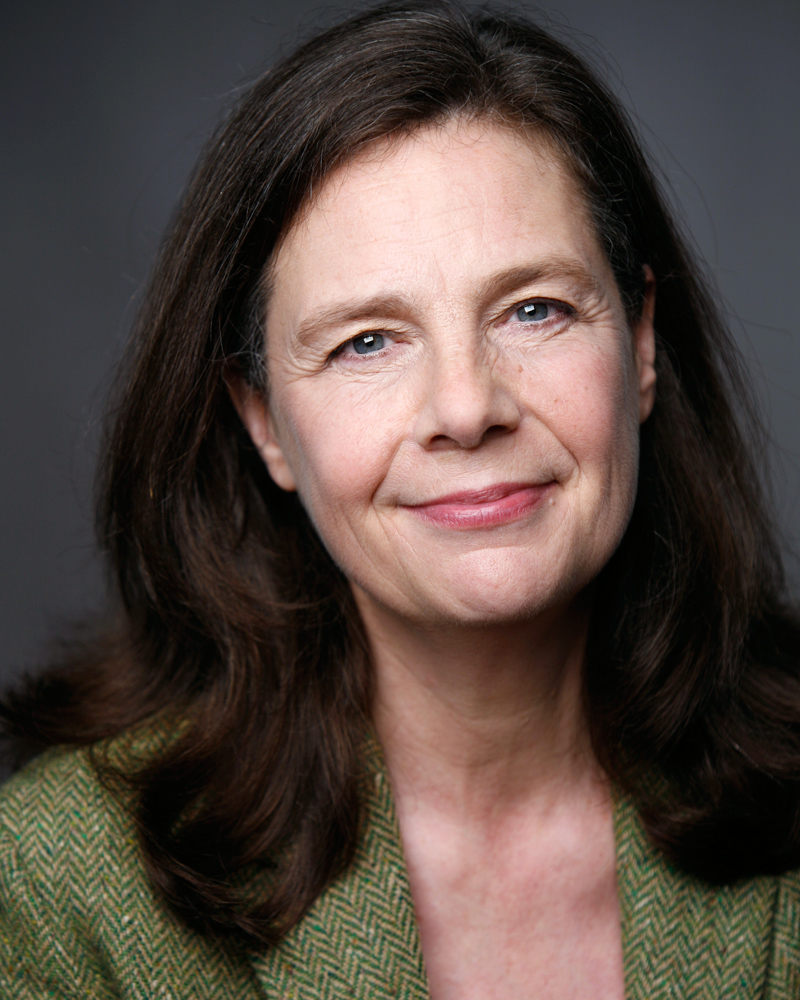

주디스 스콧(Judith Scott, 1957년 1월 1일 ~ )은 영국의 배우이다.
영국에서 태어났다.

## 출연 작품
- 하이 홉스 (1988, High Hopes)